# Darshaan
Darshaan (1981-2001) est un cheval de course pur-sang anglais né en Angleterre, par Shirley Heights et Delsy, par Abdos. Courant sous les couleurs de l'Aga Khan, il est entraîné par Alain de Royer-Dupré et monté par Yves Saint-Martin. L'un des meilleurs poulains de sa génération, il est devenu un étalon très influent, notamment via ses filles. Il est membre du Hall of Fame des courses françaises. 

## Carrière de courses
Pur produit de l'élevage Aga Khan, qui avait intégré quelques années auparavant les effectifs des élevages Boussac et Dupré, Darshaan s'octroie le Critérium de Saint-Cloud (alors classé Groupe 2) à 2 ans, sous la houlette d'Alain de Royer-Dupré et la monte d'Yves Saint-Martin. L'année suivante, il remporte les Prix Greffulhe et Hocquart, en prélude à sa victoire dans un Prix du Jockey-Club qui allait s'avérer être une cuvée exceptionnelle. En effet, Darshaan y devança Sadler's Wells et Rainbow Quest, formant avec eux un trio de futurs grands étalons. Toutefois, il ne sut confirmer sa parfaite première partie de saison : il échoua complètement dans les King George VI and Queen Elizabeth Diamond Stakes, puis se classa troisième du Prix Niel mais ne prit pas part au Prix de l'Arc de Triomphe, et on ne le revit plus.

### Résumé de carrière
| Date         | Hippodrome  | Pays        | Course                                  | Statut      | Distance    | Jockey          | Place       | Écart       | Vainqueur ou deuxième |
| 1983, 2 ans  | 1983, 2 ans | 1983, 2 ans | 1983, 2 ans                             | 1983, 2 ans | 1983, 2 ans | 1983, 2 ans     | 1983, 2 ans | 1983, 2 ans | 1983, 2 ans           |
| ------------ | ----------- | ----------- | --------------------------------------- | ----------- | ----------- | --------------- | ----------- | ----------- | --------------------- |
| 18 septembre | Longchamp   | France      | Prix de Villebon                        | Maiden      | 1 600 m     | Y. Saint-Martin | 5e / 5      | 13          | Lord of Trillora      |
| 8 novembre   | Saint-Cloud | France      | Prix As d'Atout                         | Maiden      | 1 600 m     | Y. Saint-Martin | 1er / 9     | 6           | Alliston              |
| 21 novembre  | Saint-Cloud | France      | Critérium de Saint-Cloud                | Gr. 1       | 2 000 m     | Y. Saint-Martin | 1er / 12    | 3/4         | Grand Orient          |
| 1984, 3 ans  |             |             |                                         |             |             |                 |             |             |                       |
| 8 avril      | Longchamp   | France      | Prix Greffulhe                          | Gr. 2       | 2 100 m     | Y. Saint-Martin | 1er / 4     | 5           | Green Paradise        |
| 6 mai        | Longchamp   | France      | Prix Hocquart                           | Gr. 2       | 2 400 m     | Y. Saint-Martin | 1er / 8     | 1 ½         | Extol                 |
| 3 juin       | Chantilly   | France      | Prix du Jockey Club                     | Gr. 1       | 2 400 m     | Y. Saint-Martin | 1er / 17    | 1 ½         | Sadler's Wells        |
| 28 juillet   | Ascot       | Royaume-Uni | King George VI & Queen Elizabeth II St. | Gr. 1       | 2 400 m     | Y. Saint-Martin | 10e / 13    |             | Teenoso               |
| 9 septembre  | Longchamp   | France      | Prix Niel                               | Gr. 2       | 2 400 m     | Y. Saint-Martin | 3e / 6      | 2           | Cariellor             |

## Au haras
Darshaan est l'un des reproducteurs les plus influents en Europe depuis les années 1990, engendrant de nombreux chevaux de premier plan, mais influent aussi par ses fils et ses filles au haras. Il cumule les titres de tête de liste des pères de mères en Angleterre et en Irlande en 2002 et 2012, et tête de liste des étalons en France en 2003. Avant sa mort, en mai 2001, son prix de saillie atteignait 75 000 Livres irlandaises.  
Parmi ses meilleurs produits, on peut citer les lauréats de groupe 1 suivants, avec entre parenthèse le nom du père de mère :
- Dalakhani (Miswaki) - Prix de l'Arc de Triomphe, Prix du Jockey Club. Cheval de l'année en Europe (2003)
- Kotashaan (Elocutionist) - Breeders' Cup Turf. Cheval de l'année aux États-Unis (1993)
- Mark of Esteem (Ajdal) - 2000 Guinées, Queen Elizabeth II Stakes
- Hellenic (Homeric) - Yorkshire Oaks

Mais c'est vraiment comme père de mères que Darshaan a marqué l'élevage, figurant au pedigree d'une multitude de chevaux de groupe 1 parmi lesquels (avec le nom du père entre parenthèses) :
- High Chapparal (Sadler's Wells) - Derby d'Epsom, Irish Derby, deux Breeders' Cup Turf, Irish Champion Stakes
- Sendawar (Priolo) - Poule d'Essai des Poulains, St James's Palace Stakes, Prix du Moulin de Longchamp, d'Ispahan
- Marienbard (Caerleon) - Prix de l'Arc de Triomphe, Grand Prix de Baden
- Alexander Goldrun (Gold Away) - Prix de l'Opéra, Hong Kong Cup, Pretty Polly Stakes, Nassau Stakes
- Islington (Sadler's Wells) - Nassau Stakes, Yorkshire Oaks, Breeders' Cup Filly & Mare Turf
- Sarafina (Refuse to Bend) - Prix de Diane, Grand Prix de Saint-Cloud, Prix Saint-Alary
- Al Kazeem (Dubawi) - Tattersalls Gold Cup, Prince of Wales's Stakes, Eclipse Stakes
- Pour Moi (Montjeu) - Derby d'Epsom
- Darsi (Polish Precedent) - Prix du Jockey-Club

## Origines
Darshaan est un fils du grand étalon Shirley Heights (Derby, Irish Derby). Sa mère, Delsy, fut placée de groupe et fit merveille au haras, où elle devint une matrone de première importance en donnant, outre Darshaan :
- Dalara (par Doyoun) : Prix de Royallieu, 3e Prix Royal-Oak. Mère, entre autres, de :
  - Daliapour (par Sadler's Wells) : Coronation Cup, 2e du Derby d'Epsom et de l'Irish Derby.
  - Dalampour (par Shernazar) : Queen's Vase.
  - Dayanata (par Shirley Heights), mère de :
    - Courteous (par Generous) : Grand Prix de Deauville, 3e International Stakes (Gr.1, Canada)
- Darara (par Top Ville) : Prix Vermeille. Poulinière exceptionnelle, l'une des cinq poulinières de l'hémisphère nord avec Toussaud, Fall Aspen, Urban Sea et Dahlia à avoir engendré 4 vainqueurs de groupe 1 (sachant que Hasili en revendique 5). On lui doit :
  - Dariyoun (par Shahrastani) : 3e du Prix du Cadran.
  - Darazari (par Sadler's Wells) : Ranvet Stakes (Gr.1, AUS), Prix Maurice de Nieuil, 2e Hong Kong Vase (Gr.1, Hong Kong).
  - Kilimanjaro (par Shirley Heights) : 2e King Edward Stakes (Gr.2).
  - Rhagaas (par Sadler's Wells) : 3e Prix du Jockey-Club.
  - Diaghilev (par Sadler's Wells) : Queen Elizabeth II Cup (Gr.1, Hong Kong), Prix La Force, 2e Champions & Chater Cup (Gr.1, Hong Kong).
  - Dar Re Mi (par Singspiel) : Dubai Sheema Classic, Yorkshire Oaks, Pretty Polly Stakes, Prix Minerve. 2e Yorkshire Oaks, Prix Vermeille. 3e Breeders' Cup Turf, 5e Prix de l'Arc de Triomphe. Mère entre autres de :
    - Too Darn Hot (m, 2016, Dubawi) : Dewhurst Stakes, Prix Jean Prat, Sussex Stakes, 2e Irish 2000 Guineas, 3e St. James's Palace Stakes, 2 ans de l'année en Europe (2018), 3 ans de l'année en Europe (2019). Étalon de tête.
    - Lah Ti Dar (f, 2015, Dubawi) : Middleton Stakes (Gr.2), 2e St. Leger, British Champions Fillies' and Mares' Stakes, 3e Grand Prix de Saint-Cloud, Yorkshire Oaks.
    - So Mi Dar (f, 2013, Dubawi) : Musidora Stakes (Gr.3), 3e Prix de l'Opéra.
    - De Treville (m, 2012, Oasis Dream) : 850 000 guinées yearling. 2e Prix de la Porte Maillot (Gr.3), de Guiche (Gr.3), des Chênes (Gr.3), 3e Prix Paul de Moussac (Gr.3).

  - Rewilding (par Tiger Hill) : Dubai Sheema Classic, Prince of Wales's Stakes, 3e Derby d'Epsom.

### Pedigree
| Origines de Darshaan (GB), mâle bai brun né en 1981 | Origines de Darshaan (GB), mâle bai brun né en 1981 | Origines de Darshaan (GB), mâle bai brun né en 1981 | Origines de Darshaan (GB), mâle bai brun né en 1981 |
| --------------------------------------------------- | --------------------------------------------------- | --------------------------------------------------- | --------------------------------------------------- |
| Père Shirley Heights                                | Mill Reef                                           | Never Bend                                          | Nasrullah                                           |
| Père Shirley Heights                                | Mill Reef                                           | Never Bend                                          | Lalun                                               |
| Père Shirley Heights                                | Mill Reef                                           | Milan Mull                                          | Princequillo                                        |
| Père Shirley Heights                                | Mill Reef                                           | Milan Mull                                          | Virginia Water                                      |
| Père Shirley Heights                                | Hardiemma                                           | Hardicanute                                         | Hard Ridden                                         |
| Père Shirley Heights                                | Hardiemma                                           | Hardicanute                                         | Harvest Maid                                        |
| Père Shirley Heights                                | Hardiemma                                           | Grand Cross                                         | Grandmaster                                         |
| Père Shirley Heights                                | Hardiemma                                           | Grand Cross                                         | Blue Cross                                          |
| Mère Delsy                                          | Abdos                                               | Arbar                                               | Djebel                                              |
| Mère Delsy                                          | Abdos                                               | Arbar                                               | Astronomie                                          |
| Mère Delsy                                          | Abdos                                               | Pretty Lady                                         | Umidwar                                             |
| Mère Delsy                                          | Abdos                                               | Pretty Lady                                         | La Moqueuse                                         |
| Mère Delsy                                          | Kelty                                               | Venture VII                                         | Relic                                               |
| Mère Delsy                                          | Kelty                                               | Venture VII                                         | Rose O'Lynn                                         |
| Mère Delsy                                          | Kelty                                               | Marilla                                             | Marsyas                                             |
| Mère Delsy                                          | Kelty                                               | Marilla                                             | Albanilla (famille 13-c)                            |